# Lộc Châu
Lộc Châu là một xã thuộc thành phố Bảo Lộc, tỉnh Lâm Đồng, Việt Nam.

## Địa lý
Xã Lộc Châu nằm ở ngoại thành phía tây nam thành phố Bảo Lộc, cách trung tâm thành phố khoảng 5 km và có vị trí địa lý:
- Phía đông giáp phường B'Lao và huyện Bảo Lâm
- Phía tây giáp huyện Bảo Lâm
- Phía nam giáp xã Đại Lào
- Phía bắc giáp phường Lộc Tiến.

Xã Lộc Châu có diện tích 35,32 km², dân số năm 2022 là 20.829 người, mật độ dân số đạt 589 người/km².

## Hành chính
Xã Lộc Châu được chia thành 15 thôn: 1, 2, 3, 4, Ánh Mai 1, Ánh Mai 2, Ánh Mai 3, Đạ Nghịch, Tân An, Tân Bình, Tân Châu, Tân Lập, Tân Ninh, Tân Thịnh, Tân Vượng.

## Lịch sử
Trước đây, Lộc Châu là một xã thuộc huyện Bảo Lộc, tỉnh Lâm Đồng.
Ngày 11 tháng 7 năm 1994, Chính phủ ban hành Nghị định số 65-CP về việc chuyển xã Lộc Châu thuộc huyện Bảo Lộc cũ về thị xã Bảo Lộc quản lý.
Ngày 18 tháng 6 năm 1999, Chính phủ ban hành Nghị định số 38/1999/NĐ-CP về việc thành lập xã Đại Lào trên cơ sở điều chỉnh 6.220 ha diện tích tự nhiên và 16.457 người của xã Lộc Châu.
Sau khi điều chỉnh địa giới hành chính, xã Lộc Châu còn lại 3.320 ha diện tích tự nhiên và 17.416 người.
Ngày 8 tháng 4 năm 2010, Chính phủ ban hành Nghị quyết số 19/NQ-CP về việc thành thành phố Bảo Lộc thuộc tỉnh Lâm Đồng. Xã Lộc Châu trực thuộc thành phố Bảo Lộc.